# 生実池
生実池（おゆみいけ）は、千葉県千葉市中央区生実町にある池である。またこの記事では隣接している蘇我池についても記述する。

## 概要
蘇我池の南に位置している。かつて生実池と蘇我池は一体であったが、1667年(寛文7年)に北部を曽我野用水池とするため、土手で南北に分割された。
池では毎年夏に生実町花火大会が行われており、約3500発の花火が打ち上げられている。

## 環境

### 植物
水面は大賀蓮などの水草が生息している。

### 魚
ゲンゴロウブナ(ヘラブナ)などの魚が生息している。

## 蘇我池
蘇我池（そがいけ）は、生実池の北に位置する池である。かつては生実池と一体であった。

## 歴史
- 1667年(寛文7年)  北部を曽我野用水池とするため土手で南北に分割
- 1974年(昭和49年)  初めて生実町花火大会が行われた

## アクセス
京成電鉄千原線学園前駅から徒歩約15分
またはJR千葉駅から小湊バス鎌取駅行きで20分、生実坂下バス停下車